# Эрдал, Зия
Зия Эрдал (тур. Ziya Erdal; род. 5 января 1988[…], Зара, Сивас, Турция) — турецкий футболист, защитник клуба «Сивасспор».

## Клубная карьера
Эрдал — воспитанник клубов «Яманспор» и «Сивасспор». В 2008 году он был включён в заявку на сезон последних, но так и не дебютировал за основной состав. В том же году Зия на правах аренды выступал за «Кыршехирспор». В 2009 году игрок отыграл сезон за «Анадолу Ускюдар» из Третьего дивизиона Турции. В 2010 году Эрдал вернулся в «Сивасспор». 17 октября в матче против «Кайсериспора» он дебютировал в турецкой Суперлиге. 27 октября 2012 года в поединке против «Акхисарспора» Зия забил свой первый гол за «Сивасспор». В 2016 году клуб вылетел из элиты, но игрок остался в команде и спустя год помог команде вернуться в элиту.